# رمضان في تركيا

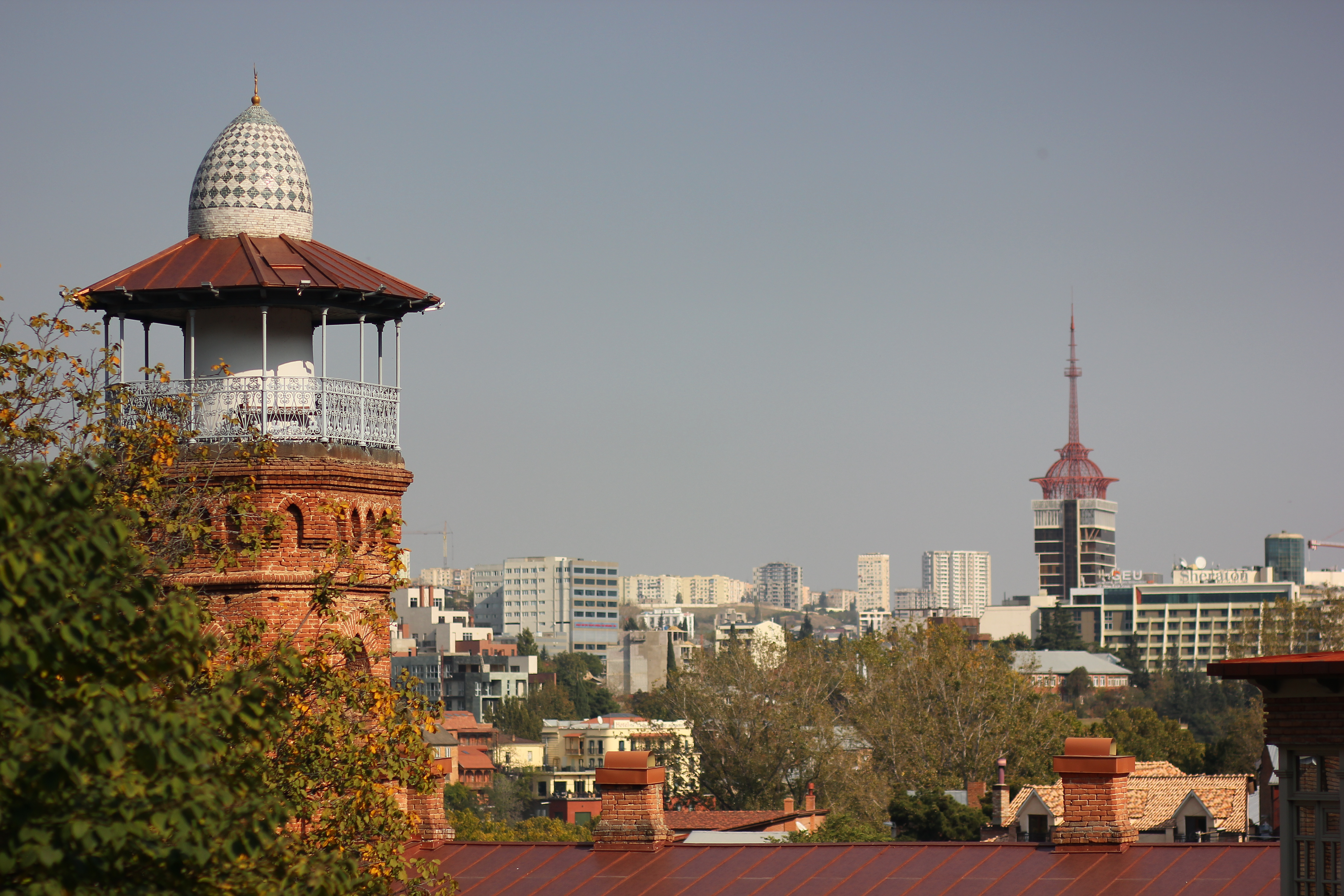
مأذنة مسجد في تركيا حيث تزين في رمضان احتفالا في قدومه.

رمضان في تركيا:(بالإنجليزية: Ramadan un Turkey)‏ تحتفل تركيا بشهر رمضان المبارك بروح من الاحتفال والترابط الاجتماعي، فهي دولة تاريخية ذات ثقافة غنية ومتنوعة، يعتبر رمضان في تركيا فترة هامة ومميزة حيث يلتزم المسلمون بالصوم النهاري ويشاركون في العديد من الأنشطة والتقاليد الدينية والاجتماعية ويلقب المسلمون في تركيا شهر رمضان ب"سلطان الأشهر".

## تقاليد رمضان في تركيا

### سحور وإفطار الأذان
يعد السحور وإفطار الأذان أحد التقاليد الشهيرة في تركيا. يستيقظ المسلمون في السحور لتناول وجبة خفيفة قبل صلاة الفجر، وفي موعد الإفطار يتجمعون للتحضير ولتناول وجبة الإفطار وكسر الصيام معاً على حبات تمر أو حتى زيتون ورشفات من الماءثم البدء بالطبق الرئيسي.

### العشاء المشترك في المساجد
يقوم المسلمون في تركيا بتنظيم العشاء المشترك في المساجد خلال رمضان وتشتهر تركيا بتزيين المآذن في شهر رمضان المبارك، حيث يتجمعون لتناول الطعام والمشروبات بعد صلاة المغرب. تقدم وجبات متنوعة وشهية للمشاركين في العشاء المشترك، وتعزز هذه الفعالية روح المجتمع والترابط بين الأفراد.

### مسابقات القرآن الكريم
تقام مسابقات لحفظ وتجويد القرآن الكريم في تركيا خلال رمضان. يشارك الأطفال والبالغون في هذه المسابقات لإظهار مهاراتهم في تلاوة القرآن الكريم، وتُقدم جوائز للفائزين.

### المآدب الرمضانية الخيرية
يعتبر تقديم المآدب الرمضانية الخيرية جزءًا هامًا من تقاليد رمضان في تركيا. تقوم المؤسسات والمنظمات الخيرية بتنظيم وجبات إفطار جماعية للمحتاجين والفقراء، حيث يتم توزيع الطعام على المحتاجين في جو من الكرم والعطاء.

### الزيارات الاجتماعية
يشهد رمضان في تركيا زيارات اجتماعية متبادلة بين الأهل والأصدقاء والجيران. يتم تبادل التهاني وتقديم الهدايا، وتُقام اللقاءات الاجتماعية والمآدب الخاصة التي تعزز روح الألفة والمحبة في هذا الشهر المبارك.

## أطعمة تركية مشهورة في رمضان
رمضان في تركيا يشتهر أيضًا في الأطعمة الشهية التي تميز هذا الشهر المبارك. ومن الأطعمة التركية المشهورة التي تُستهلك خلال شهر رمضان:
- إيشلي كباب: يُعتبر إيشلي كباب وجبة شهية ومحبوبة في رمضان. يتكون من قطع اللحم المشوية على الفحم وتقدم مع البصل المشوي والخبز التركي المميز.
- إتلي كفتي: وجبة كفتة تركية مشهورة، تتكون من قطع لحم البقر المفروم المتبل والمشكّل على شكل أصابع طويلة، ثم يقلى أو يشوى. تُقدم عادةً مع الأرز والسلطات.
- بورك: وجبة خفيفة شهيرة في رمضان، تتكون من ورقة العجين المشكلة على شكل مستطيل ومحشوة باللحم المفروم أو السبانخ أو الجبنة، ثم تقلى حتى تصبح مقرمشة وذهبية اللون.
- لاحماجون: حلوى تركية تقليدية تعتبر مشهورة في رمضان. تتكون من قطعة صغيرة من العجين المقلية ومغموسة في الشيرة السكرية، ثم تُزين بالمكسرات.
- شوربة مرقة العدس: شوربة العدس تعتبر من الأطباق الرئيسية في إفطار رمضان. تُعد بطريقة تقليدية من العدس المطبوخ مع البصل والطماطم والتوابل، وتُقدم ساخنة مع خبز التوست.
- برياني: يعتبر البرياني من الوجبات المحبوبة في رمضان. يتكون من طبقة من الأرز المطهو مع اللحم أو الدجاج والبهارات المشبعة بالنكهة، ويُمكن أن يحتوي أيضًا على الخضروات والمكسرات.
- قطايف: حلوى تركية شهيرة؛ تُحضر خصيصًا في رمضان. تتكون من شرائح رقيقة من العجين المحشوة بالجوز أو الفستق وتُحلى بالشيرة السكرية.

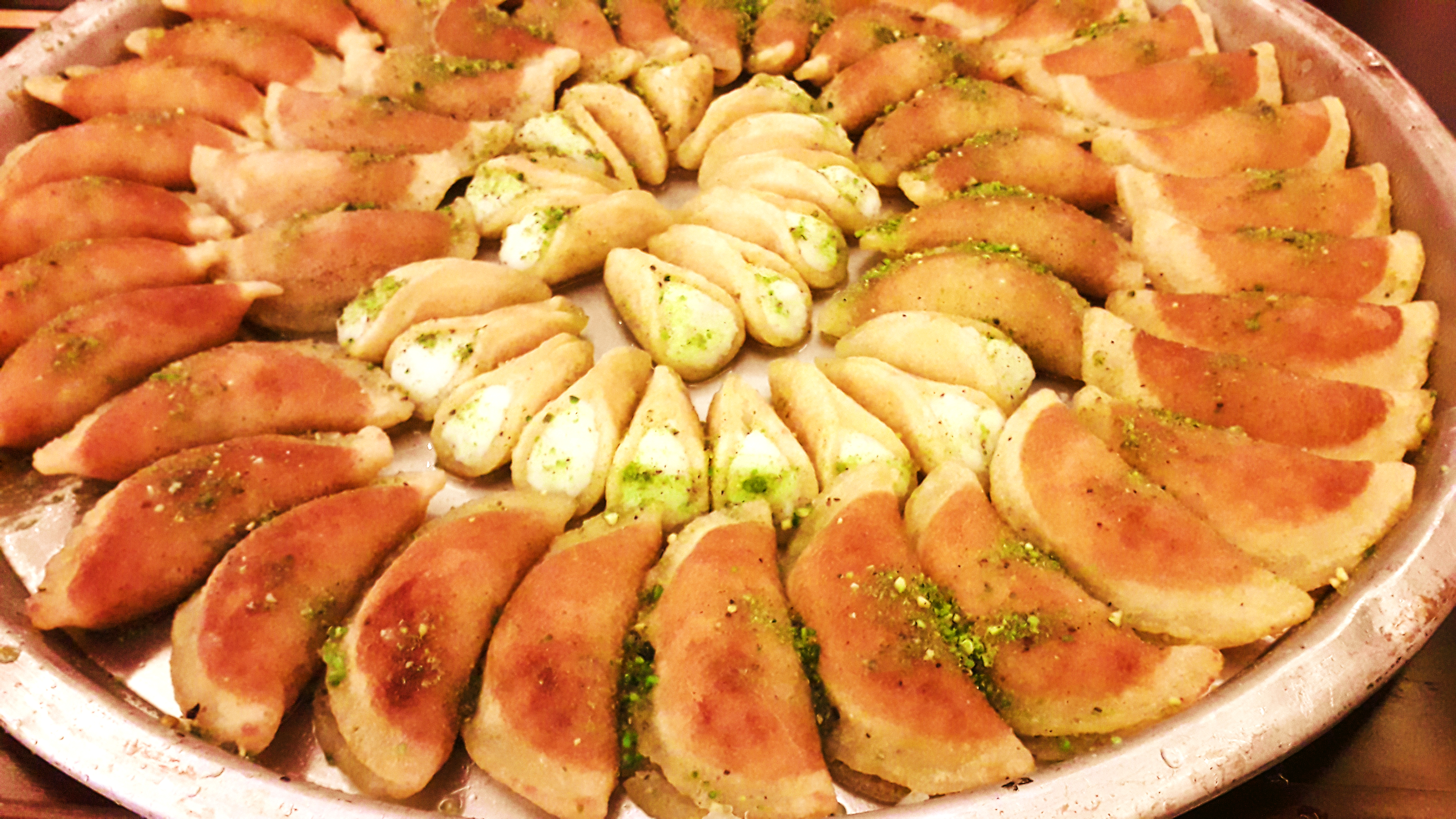
صورة القطايف وهي حلوى مشهورة في رمضان محشية بالجوز أو الجبنة أو القشطة